# Nazionale maschile under 19 di football americano degli Stati Uniti d'America
La Nazionale di football americano Under-19 degli Stati Uniti d'America è la selezione maschile di football americano di USA Football, che rappresenta gli Stati Uniti d'America nelle varie competizioni ufficiali o amichevoli riservate a squadre nazionali Under-19.
Nel 2017 USA Football è stata espulsa dalla fazione parigina di IFAF (ma non da quella newyorkese) e al suo posto è stata ammessa la USFAF, che gestisce la selezione "USA Eagles". Pertanto per le competizioni gestite dalle due fazioni esistono due diverse nazionali con uguale grado di ufficialità fino a risoluzione della scissione in seno a IFAF.

## Risultati
Legenda: Grassetto: Risultato migliore, Corsivo: Mancate partecipazioni

## Dettaglio stagioni

### Tornei

#### NFL-GJC
| Stagione | regular season | regular season | regular season | regular season | regular season | regular season | playoff | playoff | playoff | playoff | playoff | playoff       | playoff    |
|          | Vin            | Par            | Per            | Tot            | PF             | PS             | Vin     | Per     | Tot     | PF      | PS      | risultato     | avversaria |
| -------- | -------------- | -------------- | -------------- | -------------- | -------------- | -------------- | ------- | ------- | ------- | ------- | ------- | ------------- | ---------- |
| 2000     | -              | -              | -              | -              | -              | -              | 1       | 1       | 2       | 41      | 9       | Terzo posto   | Panama     |
| 2001     | -              | -              | -              | -              | -              | -              | 2       | 0       | 2       | 70      | 24      | Campioni      | Canada     |
| 2002     | -              | -              | -              | -              | -              | -              | 2       | 0       | 2       | 55      | 20      | Campioni      | Canada     |
| 2003     | 4              | 0              | 0              | 4              | 69             | 33             | 1       | 0       | 1       | 28      | 21      | Campioni      | Canada     |
| 2004     | 3              | 0              | 1              | 4              | 68             | 7              | 1       | 0       | 1       | 31      | 0       | Campioni      | Canada     |
| 2005     | 3              | 0              | 1              | 4              | 78             | 14             | 0       | 1       | 1       | 35      | 38      | Secondo posto | Canada     |
| 2006     | 2              | 1              | 1              | 4              | 17             | 28             | 0       | 1       | 1       | 0       | 10      | Secondo posto | Canada     |
| 2007     | 2              | 0              | 0              | 2              | 43             | 0              | 0       | 1       | 1       | 13      | 23      | Secondo posto | Canada     |
| Totale   | 14             | 1              | 3              | 18             | 275            | 82             | 7       | 4       | 11      | 273     | 145     |               |            |

Fonte: americanfootballitalia.com

#### Campionato mondiale
| Stagione | regular season | regular season | regular season | regular season | regular season | regular season | playoff | playoff | playoff | playoff | playoff | playoff       | playoff    |
|          | Vin            | Par            | Per            | Tot            | PF             | PS             | Vin     | Per     | Tot     | PF      | PS      | risultato     | avversaria |
| -------- | -------------- | -------------- | -------------- | -------------- | -------------- | -------------- | ------- | ------- | ------- | ------- | ------- | ------------- | ---------- |
| 2009     | -              | -              | -              | -              | -              | -              | 3       | 0       | 3       | 174     | 3       | Campioni      | Canada     |
| 2012     | -              | -              | -              | -              | -              | -              | 2       | 1       | 3       | 114     | 36      | Secondo posto | Canada     |
| 2014     | 3              | 0              | 0              | 3              | 146            | 14             | 1       | 0       | 1       | 40      | 17      | Campioni      | Canada     |
| 2016     | 2              | 0              | 0              | 2              | 97             | 28             | 1       | 1       | 2       | 56      | 44      | Secondo posto | Canada     |
| 2018     | 1              | 0              | 1              | 2              | 44             | 33             | 1       | 0       | 1       | 61      | 9       | Terzo posto   | Svezia     |
| Totale   | 6              | 0              | 1              | 7              | 287            | 75             | 8       | 2       | 10      | 445     | 109     |               |            |

Fonte: americanfootballitalia.com

#### IFAF International Bowl
| Stagione | regular season | regular season | regular season | regular season | regular season | regular season | playoff | playoff | playoff | playoff | playoff | playoff       | playoff         |
|          | Vin            | Par            | Per            | Tot            | PF             | PS             | Vin     | Per     | Tot     | PF      | PS      | risultato     | avversaria      |
| -------- | -------------- | -------------- | -------------- | -------------- | -------------- | -------------- | ------- | ------- | ------- | ------- | ------- | ------------- | --------------- |
| 2010     | -              | -              | -              | -              | -              | -              | 1       | 0       | 1       | 17      | 0       | Campioni      | IFAF Team World |
| 2011     | -              | -              | -              | -              | -              | -              | 1       | 0       | 1       | 21      | 14      | Campioni      | IFAF Team World |
| 2012     | -              | -              | -              | -              | -              | -              | 0       | 1       | 1       | 29      | 35      | Secondo posto | IFAF Team World |
| 2013     | -              | -              | -              | -              | -              | -              | 1       | 0       | 1       | 42      | 10      | Campioni      | IFAF Team World |
| 2014     | -              | -              | -              | -              | -              | -              | 1       | 0       | 1       | 43      | 7       | Campioni      | Canada          |
| 2015     | -              | -              | -              | -              | -              | -              | 1       | 0       | 1       | 35      | 0       | Campioni      | Canada          |
| Totale   | -              | -              | -              | -              | -              | -              | 5       | 1       | 6       | 187     | 66      |               |                 |

Fonte: luckyshow.com

### Riepilogo partite disputate
| Anno           | Luogo             | Evento             | Fase del torneo      | Incontro                      | Risultato    |
| 2000           | Atlanta           | NFL-GJC            | Semifinale           | Canada - Stati Uniti          | 9 - 3        |
| 2000           | Atlanta           | NFL-GJC            | Finale 3º - 4º posto | Stati Uniti - Panama          | 38 - 0       |
| 2001           | Clearwater        | NFL-GJC            | Semifinale           | Stati Uniti - Europa          | 49 - 5       |
| 2001           | Clearwater        | NFL-GJC            | Finale               | Stati Uniti - Canada          | 21 - 19      |
| 2002           | New Orleans       | NFL-GJC            | Semifinale           | Stati Uniti - Europa          | 39 - 6       |
| 2002           | New Orleans       | NFL-GJC            | Finale               | Stati Uniti - Canada          | 16 - 14      |
| 2003           | San Diego         | NFL-GJC            | Girone               | Stati Uniti - Giappone        | 24 - 3       |
| 2003           | San Diego         | NFL-GJC            | Girone               | Canada - Stati Uniti          | 23 - 29 o.t. |
| 2003           | San Diego         | NFL-GJC            | Girone               | Stati Uniti - Europa          | 7 - 0        |
| 2003           | San Diego         | NFL-GJC            | Girone               | Messico - Stati Uniti         | 7 - 9        |
| 2003           | San Diego         | NFL-GJC            | Finale               | Stati Uniti - Canada          | 28 - 21 o.t. |
| 2004           | Houston           | NFL-GJC            | Girone               | Stati Uniti - Russia          | 28 - 0       |
| 2004           | Houston           | NFL-GJC            | Girone               | Canada - Stati Uniti          | 7 - 3        |
| 2004           | Houston           | NFL-GJC            | Girone               | Stati Uniti - Giappone        | 35 - 0       |
| 2004           | Houston           | NFL-GJC            | Girone               | Stati Uniti - Messico         | 2 - 0        |
| 2004           | Houston           | NFL-GJC            | Finale               | Stati Uniti - Canada          | 31 - 0       |
| 2005           | Jacksonville      | NFL-GJC            | Girone               | Francia - Stati Uniti         | 0 - 19       |
| 2005           | Jacksonville      | NFL-GJC            | Girone               | Stati Uniti - Canada          | 7 - 14       |
| 2005           | Jacksonville      | NFL-GJC            | Girone               | Stati Uniti - Giappone        | 31 - 0       |
| 2005           | Jacksonville      | NFL-GJC            | Girone               | Stati Uniti - Messico         | 21 - 0       |
| 2005           | Jacksonville      | NFL-GJC            | Finale               | Canada - Stati Uniti          | 38 - 35      |
| 2006           | Detroit           | NFL-GJC            | Girone               | Stati Uniti - Germania        | 7 - 0        |
| 2006           | Detroit           | NFL-GJC            | Girone               | Giappone - Stati Uniti        | 7 - 7        |
| 2006           | Detroit           | NFL-GJC            | Girone               | Canada - Stati Uniti          | 21 - 0       |
| 2006           | Detroit           | NFL-GJC            | Girone               | Stati Uniti - Messico         | 3 - 0        |
| 2006           | Detroit           | NFL-GJC            | Finale               | Canada - Stati Uniti          | 10 - 0       |
| 2007           | Fort Lauderdale   | NFL-GJC            | Girone               | Panama - Stati Uniti          | 0 - 27       |
| 2007           | Fort Lauderdale   | NFL-GJC            | Girone               | Stati Uniti - Messico         | 16 - 0       |
| 2007           | Fort Lauderdale   | NFL-GJC            | Finale               | Stati Uniti - Canada          | 13 - 23      |
| 2009           | Canton            | Mondiale           | Quarti di finale     | Stati Uniti - Francia         | 78 - 0       |
| 2009           | Canton            | Mondiale           | Semifinale           | Stati Uniti - Messico         | 55 - 0       |
| 2009           | Canton            | Mondiale           | Finale               | Canada - Stati Uniti          | 3 - 41       |
| 2010           | Arlington         | International Bowl | Finale               | Stati Uniti - IFAF Team World | 17 - 0       |
| 2011           | Arlington         | International Bowl | Finale               | Stati Uniti - IFAF Team World | 21 - 14      |
| 2012           | Arlington         | International Bowl | Finale               | Stati Uniti - IFAF Team World | 29 - 35      |
| 2012           | Austin            | Mondiale           | Quarti di finale     | Stati Uniti - Samoa Americane | 27 - 6       |
| 2012           | Austin            | Mondiale           | Semifinale           | Stati Uniti - Austria         | 70 - 7       |
| 2012           | Austin            | Mondiale           | Finale               | Canada - Stati Uniti          | 23 - 17      |
| 2013           | Arlington         | International Bowl | Finale               | Stati Uniti - IFAF Team World | 42 - 10      |
| 2014           | Arlington         | International Bowl | Finale               | Stati Uniti - Canada          | 43 - 7       |
| 2014           | Madinat al-Kuwait | Mondiale           | Girone               | Messico - Stati Uniti         | 14 - 49      |
| 2014           | Madinat al-Kuwait | Mondiale           | Girone               | Germania - Stati Uniti        | 0 - 54       |
| 2014           | Madinat al-Kuwait | Mondiale           | Girone               | Giappone - Stati Uniti        | 0 - 43       |
| 2014           | Madinat al-Kuwait | Mondiale           | Finale               | Stati Uniti - Canada          | 40 - 17      |
| 2015           | Arlington         | International Bowl | Finale               | Stati Uniti - Canada          | 35 - 0       |
| 2016           | Harbin            | Mondiale           | Girone               | Austria - Stati Uniti         | 14 - 65      |
| 2016           | Harbin            | Mondiale           | Girone               | Canada - Stati Uniti          | 14 - 32      |
| 2016           | Harbin            | Mondiale           | Semifinale           | Stati Uniti - Giappone        | 50 - 20      |
| 2016           | Harbin            | Mondiale           | Finale               | Canada - Stati Uniti          | 24 - 6       |
| 14 luglio 2018 | Città del Messico | Mondiale           | Prima fase           | Stati Uniti - Australia       | 38 - 0       |
| 18 luglio 2018 | Città del Messico | Mondiale           | Prima fase           | Messico - Stati Uniti         | 33 - 6       |
| 22 luglio 2018 | Città del Messico | Mondiale           | Finale 3º - 4º posto | Stati Uniti - Svezia          | 61 - 9       |

## Confronti con le altre Nazionali
Questi sono i saldi degli Stati Uniti d'America nei confronti delle Nazionali incontrate.

### Saldo positivo
| Nazionale       | Giocate | Vinte | Pareggiate | Perse | PF  | PS  | Ultima vittoria | Ultimo pari | Ultima sconfitta |
| --------------- | ------- | ----- | ---------- | ----- | --- | --- | --------------- | ----------- | ---------------- |
| Giappone        | 6       | 5     | 1          | 0     | 190 | 30  | 2016            | 2006        | -                |
| Austria         | 2       | 2     | 0          | 0     | 135 | 21  | 2016            | -           | -                |
| Canada          | 19      | 10    | 0          | 9     | 398 | 287 | 2016            | -           | 2016             |
| Messico         | 8       | 7     | 0          | 1     | 161 | 54  | 2014            | -           | 2018             |
| Francia         | 2       | 2     | 0          | 0     | 97  | 0   | 2009            | -           | -                |
| Europa†         | 3       | 3     | 0          | 0     | 92  | 11  | 2003            | -           | -                |
| Panama          | 2       | 2     | 0          | 0     | 65  | 0   | 2007            | -           | -                |
| Germania        | 2       | 2     | 0          | 0     | 61  | 0   | 2006            | -           | -                |
| Svezia          | 1       | 1     | 0          | 0     | 61  | 9   | 2018            | -           | -                |
| IFAF Team World | 4       | 3     | 0          | 1     | 109 | 59  | 2013            | -           | 2012             |
| Australia       | 1       | 1     | 0          | 0     | 38  | 0   | 2018            | -           | -                |
| Russia          | 1       | 1     | 0          | 0     | 28  | 0   | 2004            | -           | -                |
| Samoa Americane | 1       | 1     | 0          | 0     | 27  | 6   | 2012            | -           | -                |